# Quak Show
Die Quak Show – Sachen zum Lachen (Originaltitel: Le Frog Show) war eine französische Sketchsendung in 13 Folgen, die 1984 von Canal+ produziert wurde. Im deutschen Fernsehen wurde sie 1987 zuerst in den dritten Programmen NDR Fernsehen, Radio Bremen TV und Sender Freies Berlin ausgestrahlt und später in Das Erste übernommen. 1991 wurde die Sendung vom Bayerischen Fernsehen wiederholt und war letztmals im deutschen Fernsehen zu sehen.
Quak Show bestand aus mehreren Sketchen wie Kochsketchen. Der oft wiederholte Standard-Spruch war „Raul, bist du doof!“ Einer der Autoren der Sketche war Gérard Surugue. Die Sendung wird in Frankreich als eine französische Ausgabe der Benny Hill Show eingestuft.
Fernsehserien.de  bewertet sie als „französische Sketch-Show mit reichlich Slapstick, Nonsens und Brachialhumor, der in Deutschland oft nicht so richtig zünden wollte.“